# Cimboa

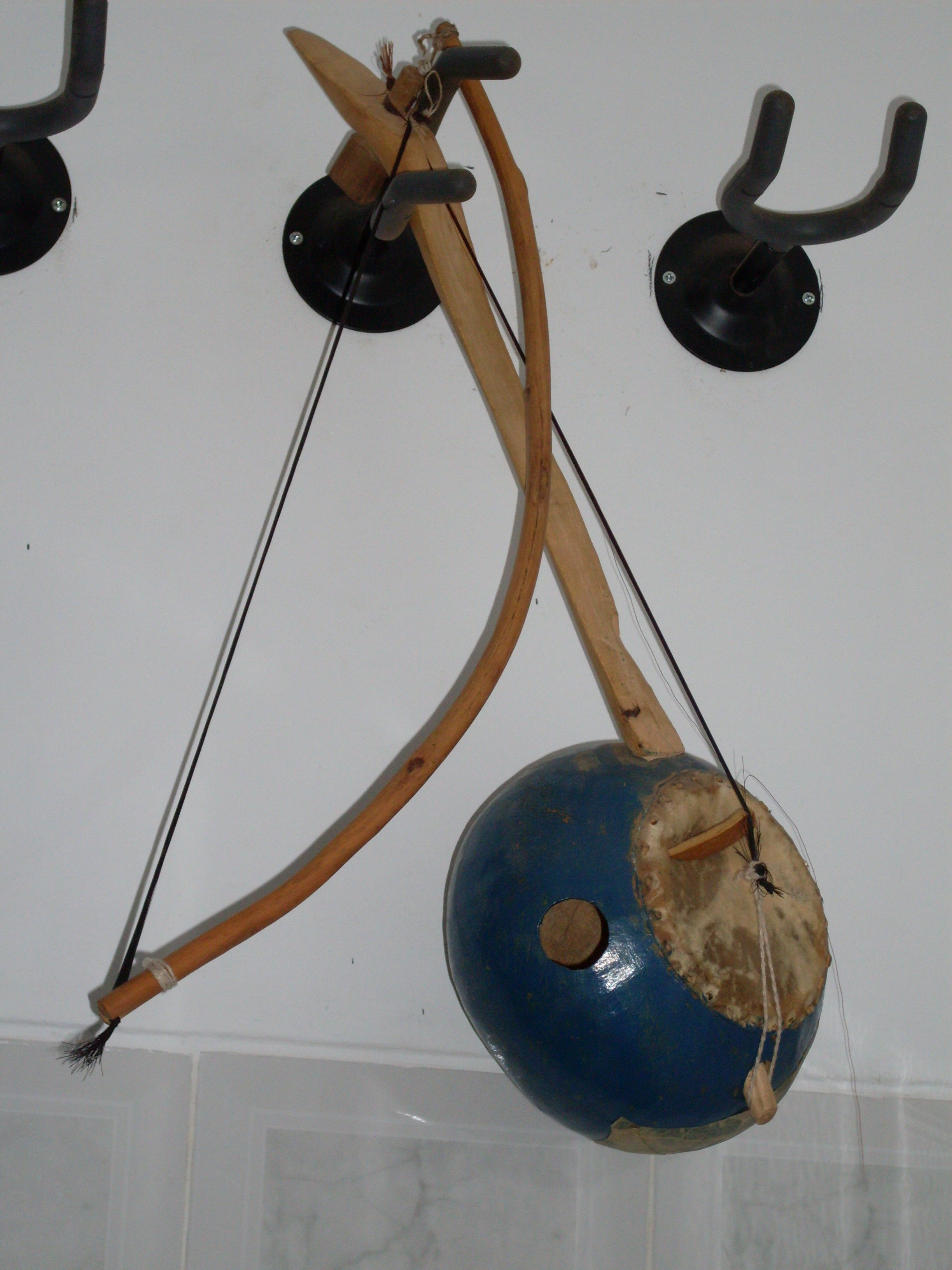
Cimboa

La cimboa /sĩˈboɐ/ (ou cimbó /sĩˈbɔ/) est un instrument de musique originaire du Cap-Vert. Il s’agit d’un cordophone frotté, qui était traditionnellement utilisé pour accompagner les danses de batuque.
Sur l’origine exacte de l’instrument, on ne sait presque rien, sauf qu'il vient de l’Afrique continentale. Certains auteurs notent cependant la ressemblance de la cimboa avec des instruments africains situés à des milliers de kilomètres de distance, comme le kiki des Teda et Dazagadas du Tibesti et de Borkou, le nini des Zaghawa, le fini des Kanembou, ou encore le kiki des Maba de la région de Ouaddaï.

## Lutherie
La cimboa est constituée, par l’instrument proprement dit et par son archet. L’instrument possède un manche relié à une caisse de résonance. La caisse est faite d’une calebasse, ou quand celle-ce est difficile à trouver, d’une noix de coco, avec une table d’harmonie de peau de chevreau étirée, fixée avec des petites pièces de roseau. Le manche, fait d’un bois flexible (pin), est fixé à la caisse de résonance. À l’extrémité du manche se trouve une cheville en acajou pour accorder la corde unique, tendue entre un sillet incrusté dans le manche et un chevalet situé sur la table d’harmonie. Le son est obtenu en frottant l’archet sur la corde de crin de cheval. L’archet est fait d’une pièce de bois (bois appelé barnelo au Cap-Vert) courbée et d’une corde, elle aussi de crin.

## Jeu
La hauteur des notes est obtenue en  pressant la corde en divers endroits du manche et en arquant le manche flexible.
L’usage de cet instrument est en très forte régression. Bien qu'il y ait eu des tentatives pour faire renaître la construction de cet instrument, aujourd’hui il est plus utilisé comme élément décoratif que comme instrument de musique.